# ميزو إم إكس
ميزو MX (بالإنجليزية: Meizu MX)‏ هو هاتف ذكي يعمل بنظام أندرويد، تم طرحه في الأسواق في 1 فبراير 2012.

## الخصائص
- نظام التشغيل: أندرويد
- الكاميرا الأمامية: VGA
- الكاميرا الخلفية: 8.0 ميجابكسل
- الشاشة: إل سي دي 640×960
- الوزن: 139 غ (4.9 أونصة)
- المعالج: 1.4 جيجا هرتز
- الذاكرة: 1 جيجابايت
- التخزين: 32 أو 64 جيجابايت ذاكرة وميضية